# Famille Baldwin
Pour les articles homonymes, voir Baldwin.
La famille Baldwin est une famille américaine qui est active dans le domaine du divertissement depuis plusieurs générations.

## Personnalités
Ses membres les plus notables sont : 
- Alec Baldwin (1958), acteur, réalisateur, producteur exécutif de cinéma ;
- Daniel Baldwin (1960), acteur, réalisateur, producteur de cinéma ;
- Hailey Baldwin (1996), mannequin, entrepreneuse ;
- Ireland Baldwin (1995), mannequin, actrice ;
- Joseph Baldwin (1970), acteur, scénariste, producteur de cinéma, réalisateur ;
- Stephen Baldwin (1966), acteur, producteur de cinéma, scénariste, réalisateur ;
- William Baldwin (1963), acteur ;

ainsi que, par alliance :
- Kim Basinger (1953), mannequin, actrice (ex-compagne d'Alec Baldwin) ;
- Justin Bieber (1994), chanteur, auteur-compositeur-interprète, acteur (compagnon de Hailey Baldwin) ;
- Isabella Hofmann (1958), actrice (ex-compagne de Daniel Baldwin) ;
- Chynna Phillips (1968), chanteuse, actrice (compagne de William Baldwin) ;
- Hilaria Thomas (1984), professeur de yoga (compagne d'Alec Baldwin).

Du côté de leur père Alexander Rae Baldwin, Jr. (1927-1983), les frères Alec, Daniel, William et Stephen Baldwin sont les descendants de John Howland, un adjoint exécutif britannique du gouverneur britannique John Carver, ainsi qu'un passager du Mayflower. Ils sont la treizième génération de leur famille à naître sur le territoire américain.
Les quatre frères Alec, Daniel, William et Stephen, ainsi que leur cousin germain Joseph Baldwin, sont acteurs. Ils ont été ou sont en couple avec des actrices ou chanteuses :
- Alec Baldwin a été en couple avec Janine Turner, Holly Gagnier, Kim Basinger et Kristin Davis ;
- Daniel Baldwin a été en couple avec Isabella Hofmann ;
- William Baldwin a été en couple avec Jennifer Grey et Chynna Phillips.

Les cousines Ireland Baldwin (fille d'Alec) et Hailey Baldwin (fille de Stephen) sont mannequins. Elles sont très proches de la famille Kardashian. Hailey Baldwin est par ailleurs la petite-fille du musicien brésilien Eumir Deodato, et l'épouse du chanteur canadien Justin Bieber.

## Arbre généalogique
- Sylvester Davis Baldwin (05/08/1856 à New York – 06/11/1923)
+ (vers 1883 à New York) Helen Irene McNamara (16/11/1860-28/03/1942)
  - Alexander Rae Baldwin, Sr. (25/03/1897-20/05/1969)
+ (vers 1925) Ruth Mary Noble (30/10/1898-12/10/1968)
    - Alexander Rae Baldwin, Jr. (26/10/1927-15/04/1983 à Philadelphie)
+ (13/03/1954) Carolyn Newcomb Martineau (15/12/1929)
      - « Beth » Elizabeth Baldwin (15/10/1955)
+ Charles Keuchler
        - John Keuchler
        - Jennifer Keuchler
        - Jill Keuchler
        - Jean Keuchler
        - Jessica Keuchler
        - Jacqueline Keuchler

      - « Alec » Alexander Rae Baldwin, III (03/04/1958 à Massapequa), acteur, réalisateur, producteur exécutif de cinéma
+ (1) (19/08/1993 – février 2002) « Kim » Kimila Ann Basinger (08/12/1953 à Athens), mannequin, actrice
+ (2) (30/06/2012) « Hilaria » Hillary Lynn Hayward-Thomas (06/01/1984 à Boston), professeur de yoga
        - (de 1) Ireland Eliesse Baldwin (23/10/1995 à Los Angeles), mannequin, actrice
+ (relation 2022) André Allen Anjos, musicien
          - Holland Anjos (18/05/2023)

        - (de 2) Carmen Gabriela Baldwin (23/08/2013)
        - (de 2) Rafael Thomas Baldwin (17/06/2015)
        - (de 2) Leonardo Ángel Charles Baldwin (12/09/2016)
        - (de 2) Romeo Alejandro David Baldwin (17/05/2018)
        - (de 2) Eduardo Pau Lucas Baldwin (08/09/2020)
        - (de 2) María Lucía Victoria Baldwin (25/02/2021)
        - (de 2) Ilaria Catalina Irena Baldwin (22/09/2022)

      - Daniel Leroy Baldwin (05/10/1960 à Massapequa), acteur, réalisateur, producteur de cinéma
+ (1) (avant 1984 – avant 1989) Cheryl Ann McGreevy (09/10/1964-19/10/2015)
+ (2) (1990-1996) Elizabeth Hitchler (14/12/1963)
+ (3) (relation 1994-2005) Isabella Hofmann (11/12/1958 à Chicago), actrice
+ (4) (2007-2016) Joanne Clare Smith (18/12/1969), mannequin 
+ (5) (relation 2014) Robin Sue Hertz Hempel
        - (de 1) Kahlea Baldwin (25/12/1984)
        - (de 2) Alexandra Baldwin (12/01/1994)
        - (de 3) Atticus Baldwin (13/07/1996)
        - (de 4) Avis Ann Baldwin (17/01/2008)
        - (de 4) Finley Rae Martineau Baldwin (07/08/2009)

      - William Joseph Baldwin (21/02/1963 à Massapequa), acteur
+ (09/09/1995) Gilliam Chynna Phillips (12/02/1968 à Los Angeles), chanteuse, actrice
        - Jameson Leon Baldwin (27/02/2000)
        - Vance Alexander Baldwin (23/10/2002)
        - Brooke Baldwin (06/12/2004)

      - Jane Anne Baldwin (08/01/1965)
+ Randy Sasso
        - Grainger Sasso
        - Griffin Sasso

      - Stephen Andrew Baldwin (12/05/1966 à Massapequa), acteur, producteur de cinéma, scénariste, réalisateur
+ (10/06/1990) Kennya Deodato (01/10/1968), graphiste
        - Alaia Baldwin (24/01/1993), mannequin
+ (septembre 2017) Andrew Aronow (17/04/1986)
          - Iris Elle Aronow (17/08/2020)

        - Hailey Rhode Baldwin (22/11/1996 à Tucson), mannequin, entrepreneuse
+ (13/09/2018 à New York) Justin Drew Bieber (01/03/1994 à London), chanteur, auteur-compositeur-interprète, acteur
          - Jack Blues Bieber (24/08/2024)

    - Joseph Sylvester Baldwin, Sr. (26/10/1929-25/10/2007)
+ (1) (04/06/1954-????) Harriet Marie Nolan (1935)
+ (2) (22/12/1984) Jennie Lee Runbinstein
      - (de 1) Joseph Sylvester Baldwin, Jr. (18/05/1970 à New York), acteur, scénariste, producteur de cinéma, réalisateur
+ Sandra Spencer
        - Sloane Baldwin
        - Alexandra Baldwin

      - (de 1)  Harriet Marie Baldwin
+ (1) ?????? ??????
+ (2) George Rowland Carter
        - (de 1) Brian Edward Baldwin

      - (de 1) Anita Jean Baldwin
+ Bruce David Cotti
        - Eric Joseph Cotti
        - Deanna Ruth Cotti

      - (de 1) David Michael Baldwin
+ Dena Brissey
        - Hannah Rose Marie Baldwin

    - Charles Edward Baldwin (22/10/1932-30/08/2011)
+ Rebecca Martineau

|  |  |                     |                     |                     |                     |                        |                        |                        |                        |                        |                        |                     |                     |                     |                     |  |  |                       |                       |                       |                       |                       |                       |  |  |                       |                       |                       |                       |                               |                               |                               |                               |                               |                               |                         |                         |                          |                          |                          |                          |                          |                          |                        |                        | Alexander Baldwin (1897-1969) | Alexander Baldwin (1897-1969) | Alexander Baldwin (1897-1969) | Alexander Baldwin (1897-1969) | Alexander Baldwin (1897-1969) | Alexander Baldwin (1897-1969) |                        |                        | Ruth Noble (1898-1968) | Ruth Noble (1898-1968) | Ruth Noble (1898-1968) | Ruth Noble (1898-1968) | Ruth Noble (1898-1968) | Ruth Noble (1898-1968) |                        |                        |                        |                        |                      |                      |                       |                       |                       |                       |                            |                            |                            |                            |                            |                            |                       |                       |                       |                       |                      |                      |                      |                      |                |                |                |                |  |  |  |  |
|  |  |                     |                     |                     |                     |                        |                        |                        |                        |                        |                        |                     |                     |                     |                     |  |  |                       |                       |                       |                       |                       |                       |  |  |                       |                       |                       |                       |                               |                               |                               |                               |                               |                               |                         |                         |                          |                          |                          |                          |                          |                          |                        |                        | Alexander Baldwin (1897-1969) | Alexander Baldwin (1897-1969) | Alexander Baldwin (1897-1969) | Alexander Baldwin (1897-1969) | Alexander Baldwin (1897-1969) | Alexander Baldwin (1897-1969) |                        |                        | Ruth Noble (1898-1968) | Ruth Noble (1898-1968) | Ruth Noble (1898-1968) | Ruth Noble (1898-1968) | Ruth Noble (1898-1968) | Ruth Noble (1898-1968) |                        |                        |                        |                        |                      |                      |                       |                       |                       |                       |                            |                            |                            |                            |                            |                            |                       |                       |                       |                       |                      |                      |                      |                      |                |                |                |                |  |  |  |  |
|  |  |                     |                     |                     |                     |                        |                        |                        |                        |                        |                        |                     |                     |                     |                     |  |  |                       |                       |                       |                       |                       |                       |  |  |                       |                       |                       |                       |                               |                               |                               |                               |                               |                               |                         |                         |                          |                          |                          |                          |                          |                          |                        |                        |                               |                               |                               |                               |                               |                               |                        |                        |                        |                        |                        |                        |                        |                        |                        |                        |                        |                        |                      |                      |                       |                       |                       |                       |                            |                            |                            |                            |                            |                            |                       |                       |                       |                       |                      |                      |                      |                      |                |                |                |                |  |  |  |  |
|  |  |                     |                     |                     |                     |                        |                        |                        |                        |                        |                        |                     |                     |                     |                     |  |  |                       |                       |                       |                       |                       |                       |  |  |                       |                       |                       |                       |                               |                               |                               |                               |                               |                               |                         |                         |                          |                          |                          |                          |                          |                          |                        |                        |                               |                               |                               |                               |                               |                               |                        |                        |                        |                        |                        |                        |                        |                        |                        |                        |                        |                        |                      |                      |                       |                       |                       |                       |                            |                            |                            |                            |                            |                            |                       |                       |                       |                       |                      |                      |                      |                      |                |                |                |                |  |  |  |  |
|  |  |                     |                     |                     |                     |                        |                        |                        |                        |                        |                        |                     |                     |                     |                     |  |  |                       |                       |                       |                       |                       |                       |  |  |                       |                       |                       |                       | Alexander Baldwin (1927-1983) | Alexander Baldwin (1927-1983) | Alexander Baldwin (1927-1983) | Alexander Baldwin (1927-1983) | Alexander Baldwin (1927-1983) | Alexander Baldwin (1927-1983) |                         |                         | Carolyn Martineau (1929) | Carolyn Martineau (1929) | Carolyn Martineau (1929) | Carolyn Martineau (1929) | Carolyn Martineau (1929) | Carolyn Martineau (1929) |                        |                        |                               |                               |                               |                               |                               |                               |                        |                        |                        |                        |                        |                        |                        |                        |                        |                        |                        |                        |                      |                      |                       |                       |                       |                       | Joseph Baldwin (1929-2007) | Joseph Baldwin (1929-2007) | Joseph Baldwin (1929-2007) | Joseph Baldwin (1929-2007) | Joseph Baldwin (1929-2007) | Joseph Baldwin (1929-2007) |                       |                       | Harriet Nolan (1935)  | Harriet Nolan (1935)  | Harriet Nolan (1935) | Harriet Nolan (1935) | Harriet Nolan (1935) | Harriet Nolan (1935) |                |                |                |                |  |  |  |  |
|  |  |                     |                     |                     |                     |                        |                        |                        |                        |                        |                        |                     |                     |                     |                     |  |  |                       |                       |                       |                       |                       |                       |  |  |                       |                       |                       |                       | Alexander Baldwin (1927-1983) | Alexander Baldwin (1927-1983) | Alexander Baldwin (1927-1983) | Alexander Baldwin (1927-1983) | Alexander Baldwin (1927-1983) | Alexander Baldwin (1927-1983) |                         |                         | Carolyn Martineau (1929) | Carolyn Martineau (1929) | Carolyn Martineau (1929) | Carolyn Martineau (1929) | Carolyn Martineau (1929) | Carolyn Martineau (1929) |                        |                        |                               |                               |                               |                               |                               |                               |                        |                        |                        |                        |                        |                        |                        |                        |                        |                        |                        |                        |                      |                      |                       |                       |                       |                       | Joseph Baldwin (1929-2007) | Joseph Baldwin (1929-2007) | Joseph Baldwin (1929-2007) | Joseph Baldwin (1929-2007) | Joseph Baldwin (1929-2007) | Joseph Baldwin (1929-2007) |                       |                       | Harriet Nolan (1935)  | Harriet Nolan (1935)  | Harriet Nolan (1935) | Harriet Nolan (1935) | Harriet Nolan (1935) | Harriet Nolan (1935) |                |                |                |                |  |  |  |  |
|  |  |                     |                     |                     |                     |                        |                        |                        |                        |                        |                        |                     |                     |                     |                     |  |  |                       |                       |                       |                       |                       |                       |  |  |                       |                       |                       |                       |                               |                               |                               |                               |                               |                               |                         |                         |                          |                          |                          |                          |                          |                          |                        |                        |                               |                               |                               |                               |                               |                               |                        |                        |                        |                        |                        |                        |                        |                        |                        |                        |                        |                        |                      |                      |                       |                       |                       |                       |                            |                            |                            |                            |                            |                            |                       |                       |                       |                       |                      |                      |                      |                      |                |                |                |                |  |  |  |  |
|  |  |                     |                     |                     |                     |                        |                        |                        |                        |                        |                        |                     |                     |                     |                     |  |  |                       |                       |                       |                       |                       |                       |  |  |                       |                       |                       |                       |                               |                               |                               |                               |                               |                               |                         |                         |                          |                          |                          |                          |                          |                          |                        |                        |                               |                               |                               |                               |                               |                               |                        |                        |                        |                        |                        |                        |                        |                        |                        |                        |                        |                        |                      |                      |                       |                       |                       |                       |                            |                            |                            |                            |                            |                            |                       |                       |                       |                       |                      |                      |                      |                      |                |                |                |                |  |  |  |  |
|  |  | Kim Basinger (1953) | Kim Basinger (1953) | Kim Basinger (1953) | Kim Basinger (1953) | Kim Basinger (1953)    | Kim Basinger (1953)    |                        |                        | Alec Baldwin (1958)    | Alec Baldwin (1958)    | Alec Baldwin (1958) | Alec Baldwin (1958) | Alec Baldwin (1958) | Alec Baldwin (1958) |  |  | Hilaria Thomas (1984) | Hilaria Thomas (1984) | Hilaria Thomas (1984) | Hilaria Thomas (1984) | Hilaria Thomas (1984) | Hilaria Thomas (1984) |  |  | Daniel Baldwin (1960) | Daniel Baldwin (1960) | Daniel Baldwin (1960) | Daniel Baldwin (1960) | Daniel Baldwin (1960)         | Daniel Baldwin (1960)         |                               |                               | Isabella Hofmann (1958)       | Isabella Hofmann (1958)       | Isabella Hofmann (1958) | Isabella Hofmann (1958) | Isabella Hofmann (1958)  | Isabella Hofmann (1958)  |                          |                          | William Baldwin (1963)   | William Baldwin (1963)   | William Baldwin (1963) | William Baldwin (1963) | William Baldwin (1963)        | William Baldwin (1963)        |                               |                               | Chynna Phillips (1968)        | Chynna Phillips (1968)        | Chynna Phillips (1968) | Chynna Phillips (1968) | Chynna Phillips (1968) | Chynna Phillips (1968) |                        |                        | Stephen Baldwin (1966) | Stephen Baldwin (1966) | Stephen Baldwin (1966) | Stephen Baldwin (1966) | Stephen Baldwin (1966) | Stephen Baldwin (1966) |                      |                      | Kennya Deodato (1968) | Kennya Deodato (1968) | Kennya Deodato (1968) | Kennya Deodato (1968) | Kennya Deodato (1968)      | Kennya Deodato (1968)      |                            |                            | Joseph Baldwin (1970)      | Joseph Baldwin (1970)      | Joseph Baldwin (1970) | Joseph Baldwin (1970) | Joseph Baldwin (1970) | Joseph Baldwin (1970) |                      |                      | Sandra Spencer       | Sandra Spencer       | Sandra Spencer | Sandra Spencer | Sandra Spencer | Sandra Spencer |  |  |  |  |
|  |  | Kim Basinger (1953) | Kim Basinger (1953) | Kim Basinger (1953) | Kim Basinger (1953) | Kim Basinger (1953)    | Kim Basinger (1953)    |                        |                        | Alec Baldwin (1958)    | Alec Baldwin (1958)    | Alec Baldwin (1958) | Alec Baldwin (1958) | Alec Baldwin (1958) | Alec Baldwin (1958) |  |  | Hilaria Thomas (1984) | Hilaria Thomas (1984) | Hilaria Thomas (1984) | Hilaria Thomas (1984) | Hilaria Thomas (1984) | Hilaria Thomas (1984) |  |  | Daniel Baldwin (1960) | Daniel Baldwin (1960) | Daniel Baldwin (1960) | Daniel Baldwin (1960) | Daniel Baldwin (1960)         | Daniel Baldwin (1960)         |                               |                               | Isabella Hofmann (1958)       | Isabella Hofmann (1958)       | Isabella Hofmann (1958) | Isabella Hofmann (1958) | Isabella Hofmann (1958)  | Isabella Hofmann (1958)  |                          |                          | William Baldwin (1963)   | William Baldwin (1963)   | William Baldwin (1963) | William Baldwin (1963) | William Baldwin (1963)        | William Baldwin (1963)        |                               |                               | Chynna Phillips (1968)        | Chynna Phillips (1968)        | Chynna Phillips (1968) | Chynna Phillips (1968) | Chynna Phillips (1968) | Chynna Phillips (1968) |                        |                        | Stephen Baldwin (1966) | Stephen Baldwin (1966) | Stephen Baldwin (1966) | Stephen Baldwin (1966) | Stephen Baldwin (1966) | Stephen Baldwin (1966) |                      |                      | Kennya Deodato (1968) | Kennya Deodato (1968) | Kennya Deodato (1968) | Kennya Deodato (1968) | Kennya Deodato (1968)      | Kennya Deodato (1968)      |                            |                            | Joseph Baldwin (1970)      | Joseph Baldwin (1970)      | Joseph Baldwin (1970) | Joseph Baldwin (1970) | Joseph Baldwin (1970) | Joseph Baldwin (1970) |                      |                      | Sandra Spencer       | Sandra Spencer       | Sandra Spencer | Sandra Spencer | Sandra Spencer | Sandra Spencer |  |  |  |  |
|  |  |                     |                     |                     |                     |                        |                        |                        |                        |                        |                        |                     |                     |                     |                     |  |  |                       |                       |                       |                       |                       |                       |  |  |                       |                       |                       |                       |                               |                               |                               |                               |                               |                               |                         |                         |                          |                          |                          |                          |                          |                          |                        |                        |                               |                               |                               |                               |                               |                               |                        |                        |                        |                        |                        |                        |                        |                        |                        |                        |                        |                        |                      |                      |                       |                       |                       |                       |                            |                            |                            |                            |                            |                            |                       |                       |                       |                       |                      |                      |                      |                      |                |                |                |                |  |  |  |  |
|  |  |                     |                     |                     |                     |                        |                        |                        |                        |                        |                        |                     |                     |                     |                     |  |  |                       |                       |                       |                       |                       |                       |  |  |                       |                       |                       |                       |                               |                               |                               |                               |                               |                               |                         |                         |                          |                          |                          |                          |                          |                          |                        |                        |                               |                               |                               |                               |                               |                               |                        |                        |                        |                        |                        |                        |                        |                        |                        |                        |                        |                        |                      |                      |                       |                       |                       |                       |                            |                            |                            |                            |                            |                            |                       |                       |                       |                       |                      |                      |                      |                      |                |                |                |                |  |  |  |  |
|  |  |                     |                     |                     |                     | Ireland Baldwin (1995) | Ireland Baldwin (1995) | Ireland Baldwin (1995) | Ireland Baldwin (1995) | Ireland Baldwin (1995) | Ireland Baldwin (1995) |                     |                     |                     |                     |  |  |                       |                       |                       |                       |                       |                       |  |  |                       |                       |                       |                       |                               |                               |                               |                               |                               |                               |                         |                         |                          |                          |                          |                          |                          |                          |                        |                        | Andrew Aronow (1986)          | Andrew Aronow (1986)          | Andrew Aronow (1986)          | Andrew Aronow (1986)          | Andrew Aronow (1986)          | Andrew Aronow (1986)          |                        |                        | Alaia Baldwin (1993)   | Alaia Baldwin (1993)   | Alaia Baldwin (1993)   | Alaia Baldwin (1993)   | Alaia Baldwin (1993)   | Alaia Baldwin (1993)   |                        |                        | Justin Bieber (1994)   | Justin Bieber (1994)   | Justin Bieber (1994) | Justin Bieber (1994) | Justin Bieber (1994)  | Justin Bieber (1994)  |                       |                       | Hailey Baldwin (1996)      | Hailey Baldwin (1996)      | Hailey Baldwin (1996)      | Hailey Baldwin (1996)      | Hailey Baldwin (1996)      | Hailey Baldwin (1996)      |                       |                       |                       |                       |                      |                      |                      |                      |                |                |                |                |  |  |  |  |
|  |  |                     |                     |                     |                     | Ireland Baldwin (1995) | Ireland Baldwin (1995) | Ireland Baldwin (1995) | Ireland Baldwin (1995) | Ireland Baldwin (1995) | Ireland Baldwin (1995) |                     |                     |                     |                     |  |  |                       |                       |                       |                       |                       |                       |  |  |                       |                       |                       |                       |                               |                               |                               |                               |                               |                               |                         |                         |                          |                          |                          |                          |                          |                          |                        |                        | Andrew Aronow (1986)          | Andrew Aronow (1986)          | Andrew Aronow (1986)          | Andrew Aronow (1986)          | Andrew Aronow (1986)          | Andrew Aronow (1986)          |                        |                        | Alaia Baldwin (1993)   | Alaia Baldwin (1993)   | Alaia Baldwin (1993)   | Alaia Baldwin (1993)   | Alaia Baldwin (1993)   | Alaia Baldwin (1993)   |                        |                        | Justin Bieber (1994)   | Justin Bieber (1994)   | Justin Bieber (1994) | Justin Bieber (1994) | Justin Bieber (1994)  | Justin Bieber (1994)  |                       |                       | Hailey Baldwin (1996)      | Hailey Baldwin (1996)      | Hailey Baldwin (1996)      | Hailey Baldwin (1996)      | Hailey Baldwin (1996)      | Hailey Baldwin (1996)      |                       |                       |                       |                       |                      |                      |                      |                      |                |                |                |                |  |  |  |  |